# Alemania Occidental en los Juegos Olímpicos de México 1968
Alemania Occidental estuvo representada en los Juegos Olímpicos de México 1968 por un total de 275 deportistas que compitieron en 17 deportes.  
El portador de la bandera en la ceremonia de apertura fue el luchador Wilfried Dietrich.

## Medallistas
El equipo olímpico alemán obtuvo las siguientes medallas:
| Nombre | Deporte           | Competición                     |
| --- | ----------------- | ------------------------------- |
| Oro |                   |                                 |
| Ingrid Becker | Atletismo         | Pentatlón F                     |
| Josef Neckermann (Mariano) Reiner Klimke (Dux) Liselott Linsenhoff (Piaff)                                                                            | Hípica            | Doma por eqs.                   |
| Annemarie Zimmermann Roswitha Esser | Piragüismo        | K2 500 m F                      |
| Horst Meyer Wolfgang Hottenrott Dirk Schreyer Egbert Hirschfelder Rüdiger Henning Jörg Siebert Lutz Ulbricht Roland Böse Nikolaus Ott Gunther Tiersch | Remo              | Ocho con timonel (M8+) M        |
| Bernd Klingner | Tiro              | Rifle ne tres posiciones 50 m M |
| Plata |                   |                                 |
| Gerhard Hennige | Atletismo         | 400 m vallas M                  |
| Claus Schiprowski | Atletismo         | Salto con pértiga M             |
| Hans-Joachim Walde | Atletismo         | Decatlón M                      |
| Liesel Westermann | Atletismo         | Disco F                         |
| Karl Link Udo Hempel Karl-Heinz Henrichs Jürgen Kißner                                                                                                | Ciclismo en pista | Persecución por eqs. M          |
| Josef Neckermann (Mariano) | Hípica            | Doma ind.                       |
| Detlef Lewe | Piragüismo        | C1 1000 m M                     |
| Renate Breuer | Piragüismo        | K1 500 m F                      |
| Jochen Meißner | Remo              | Scull ind. (M1x) M              |
| Heinz Mertel | Tiro              | Pistola 50 m M                  |
| Ullrich Libor Peter Naumann | Vela              | Flying Dutchman M               |
| Bronce |                   |                                 |
| Bodo Tümmler | Atletismo         | 1500 m M                        |
| Helmar Müller Manfred Kinder Gerhard Hennige Martin Jellinghaus                                                                                       | Atletismo         | 4 × 400 m M                     |
| Kurt Bendlin | Atletismo         | Decatlón M                      |
| Günther Meier | Boxeo             | Medio (71 kg) M                 |
| Reiner Klimke (Dux) | Hípica            | Doma ind.                       |
| Hermann Schridde (Dozent II) Alwin Schockemöhle (Donald Rex) Hans Günter Winkler (Enigk)                                                              | Hípica            | Concurso completo por eqs.      |
| Wilfried Dietrich | Lucha libre       | +97 kg                          |
| Michael Holthaus | Natación          | 400 m estilos M                 |
| Angelika Kraus Uta Frommater Heike Hustede Heidemarie Reineck                                                                                         | Natación          | 4 × 100 m estilos F             |
| Konrad Wirnhier | Tiro              | Skeet M                         |